# Заворово (Сафоновський район)
Заворово (рос. Заворово) — присілок Сафоновського району Смоленської області Росії. Входить до складу Вишегорського сільського поселення.
Населення — 69 осіб (2007 рік). 